# Monumento a Giuseppe Garibaldi
El Monumento a Giuseppe Garibaldi es una escultura ecuestre en honor a dicha personalidad ubicada en la Plaza Italia, en el barrio de Palermo, Buenos Aires, Argentina. Fue realizada por el escultor italiano Eugenio Maccagnani e inaugurada en 1904, por Ley de la Nación Argentina de 1897.Contiene una simbología híbrida que subraya las conexiones entre Italia y Argentina. Una placa en el monumento representa la Batalla de San Antonio. Otra  representa la Expedición de los Mil.

## Historia
Giuseppe Garibaldi (1807 - 1882) fue un militar y político italiano. Cuando era joven, se incorporó a la Carbonería, una sociedad patriota de italianos revolucionarios, y tuvo que huir de Italia después de un intento fallido de insurrección. Contribuyó a la independencia del Uruguay, desempeñándose en la Legión Italiana en la Guerra Civil de Uruguay, y después regresó a Italia como comandante en los conflictos del Risorgimento. Ha sido apodado el "Héroe de los Dos Mundos", en homenaje a sus expediciones militares en América del Sur y Europa.
Fue donado a la Argentina por la colectividad italiana de ese país. La Ley Nacional n° 3514 del 21 de septiembre de 1897 autorizó al Poder Ejecutivo la colocación de la estatua en el Parque 3 de Febrero. La piedra fundamental se colocó el 3 de noviembre de 1898.
El monumento fue construido por el escultor italiano Eugenio Maccagnani basándose en el que se encuentra en la ciudad de Brescia, en Italia. Él estuvo presente cuando se realizó la inauguración, el 19 de junio de 1904, a la que además asistieron, entre otros, el presidente Julio Argentino Roca, Bartolomé Mitre, el Intendente Alberto Casares y el presidente del comité organizador, Tomás Ambrosetti. También desfilaron representantes de Uruguay, Francia e Italia.

## Descripción
En la parte superior del basamento se ve un monumento en bronce con Garibaldi, vestido de civil con pañuelo al cuello, montado a caballo, tensando fuertemente las riendas. Se completa con dos figuras alegóricas a altura media del basamento, que aluden a la Libertad (con gorrio frigio y sosteniendo una cadena rota) y La Victoria (con la cabeza rodeada de laureles, con escudo y casco sobre la rodilla izquierda. También pueden verse sobre el basamento dos relieves relacionados con batallas en que actuó Garibaldi: uno recordando la Batalla de San Antonio de Salto (en Uruguay, al mando de la legión italiana) y otro la Partida de Quarto (en Génova, donde enfrentó a los Borbones). Hay además símbolos latinos como los "fascis" (insignias de los cónsules romanos) llamas votivas de bronces y coronas de laurel, ovas y triglifos.
Posee leyendas en latín que describen las cualidades de Garibaldi y también la donación de los italianos a la Argentina, por ejemplo:
- Virtutem fortuna coronat (La fortuna corona a la virtud).
- Libertat vita dulcior (la libertad es más dulce que la vida).

La estatua ecuestre mide 5,70 m de altura. Las figuras alegóricas 3,50 m. El basamento de granito de Baveno 9 m. En total mide 15,50 m de altura y pesa 600 tn.